# Hoodoo

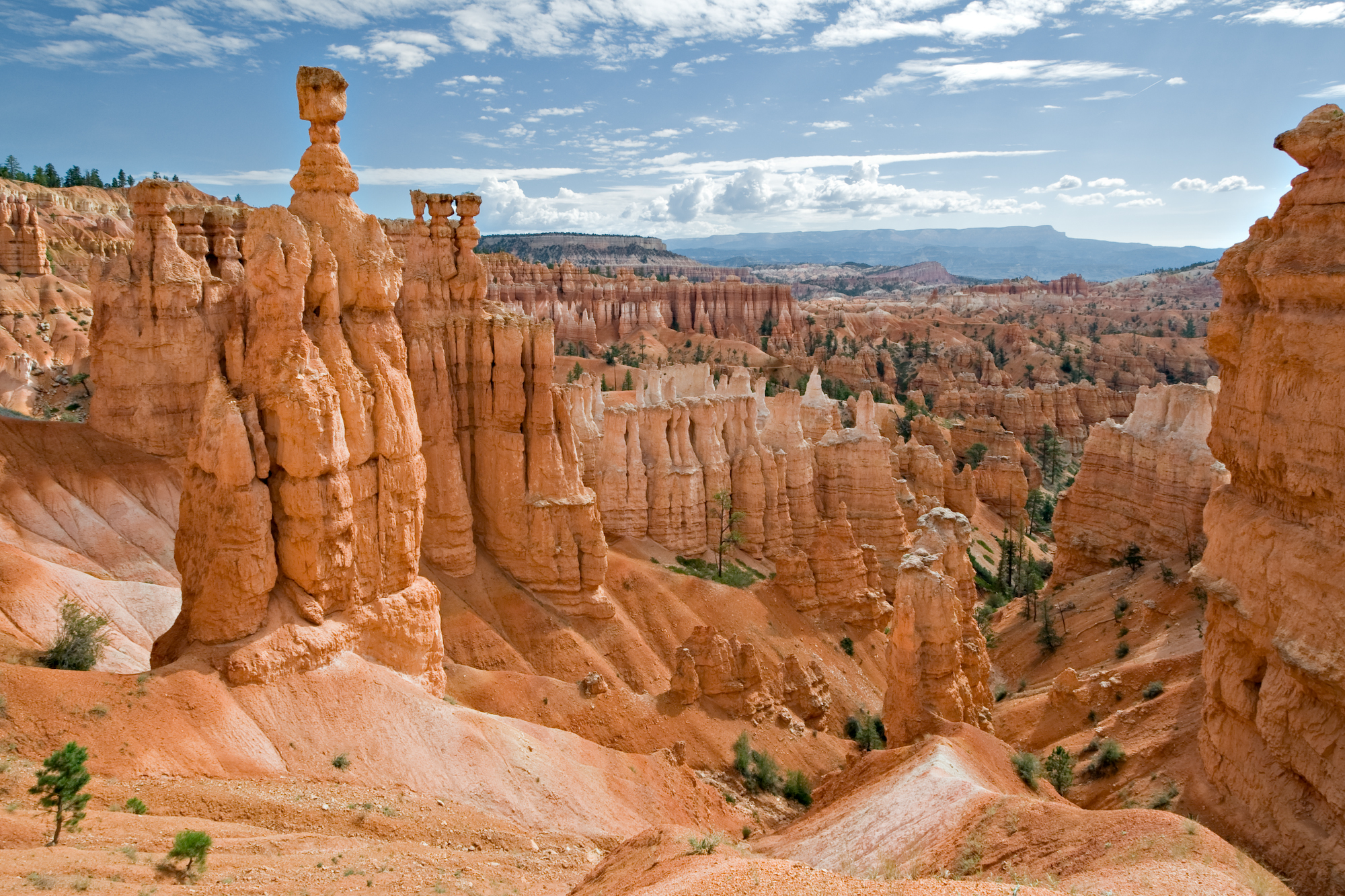
Thor's Hammer in Parcul Naţional Bryce-Canyon

Hoodoo sunt denumite coloanele de stâncă din roci calcaroase dolomitice situate în partea de vest a SUA, formațiuni geologice care au luat naștere prin acțiunea de erodare a vântului. Aceste formațiuni au luat naștere în urmă cu 40 - 60 de milioane de ani pe platoul înalt stâncos din Colorado și Northern Great Plains. Una dintre cele mai cunoscute dintre ele fiind în Parcul Național Bryce-Canyon. În general Hoodoos se prezintă sub formă de coloane înalte și relativ subțiri de stâncă situate într-o regiune aridă de deșert. Aspectul și coloritul acestor coloane depinde de structura mineralogică a rocilor, care sunt în general roci sedimentare și apar sub o formă stratificată, acțiunea de eroziune fiind mai intensă în partea superioară a coloanelor.